# Liam Cooper
Liam David Ian Cooper (* 30. August 1991 in Kingston upon Hull, England) ist ein schottischer Fußballspieler, der bei Leeds United in der englischen Premier League unter Vertrag steht und derzeit dessen Mannschaftskapitän ist. Seit dem Jahr 2019 ist Cooper schottischer Nationalspieler.

## Karriere

### Verein
Geboren und aufgewachsen in England, kam der Sohn eines schottischen Vaters (er stammt aus Bo’ness) und einer englischen Mutter als Zehnjähriger in die Jugendakademie von Hull City. Am 26. August 2008 gab der 16-Jährige Cooper sein Debüt in der ersten Mannschaft von Hull gegen Swansea City im Ligapokal. Vier Tage später, an seinem 17. Geburtstag, unterzeichnete er seinen ersten Vertrag als Profi. Nachdem er einmal im Spieltagskader gegen Wigan Athletic gehört hatte, debütierte er für die „Tigers“ am 26. September 2009 in der Premier League gegen den FC Liverpool. Bei der 1:6-Auswärtsniederlage an der Anfield Road stand er zugleich in der Anfangself. Im März 2010 erhielt Cooper einen neuen Dreijahresvertrag in Hull. Nachdem der Verein in die zweite Liga abgestiegen war, kam Cooper im August 2010 nochmals zu zwei Einsätzen in der Liga. Ohne weiteren Einsatz bis Jahresende, wurde er ab Januar 2011 an den englischen Drittligisten Carlisle United verliehen. Ab August 2011 folgte ein Leihe in die gleiche Liga zu Huddersfield Town. Nach seiner Rückkehr nach Hull konnte sich Cooper ab April 2012 an den letzten sieben Spieltagen einen Stammplatz in der Mannschaft erkämpfen. Trotzdem folgte mit dem Viertligisten FC Chesterfield die nächste Leihstation für Cooper. Von diesem wurde er im Januar 2013 für eine unbekannte Ablösesumme von Hull City fest verpflichtet. Mit Chesterfield gelang ihm als Stammspieler in der Innenverteidigung 2014 der Aufstieg als Meister in die dritte Liga.
Im August 2014 wurde Cooper von Leeds United aus der zweiten Liga für 600.000 Pfund verpflichtet. In Leeds wurde er direkt Stammspieler und blieb dies auch in den folgenden Jahren. Bereits im Januar 2015 wurde er Mannschaftskapitän. Im Jahr 2020 stieg er mit dem Verein in die Premier League auf.

### Nationalmannschaft
Liam Cooper war durch seine Familienverhältnisse für den englischen und schottischen Fußballverband spielberechtigt. Im März 2008 wurde er erstmals in eine Auswahlmannschaft von Schottland berufen. Für die schottische U17-Nationalmannschaft debütierte er am 17. März 2008 gegen Nordirland, als er beim 3:1-Auswärtssieg in der 60. Minute für Robert McHugh eingewechselt wurde. Im gleichen Jahr nahm er mit der Mannschaft an der Europameisterschaft dieser Altersklasse in der Türkei teil. Cooper spielte für die in der Vorrunde ausgeschiedenen Schotten in zwei von drei Begegnungen. Im Jahr 2009 kam Cooper zu einem Einsatz in der U19 gegen Island.
Nach sechs Jahren ohne weiteren Einsatz in einer der schottischen Mannschaft nahm der damalige Nationaltrainer Gordon Strachan Kontakt zu Cooper auf. Er wurde daraufhin erstmals im März 2016 für ein Testspiel gegen Dänemark in die schottische A-Nationalmannschaft berufen. Cooper kam dort ebenso wenig zu seinem Debüt wie ein Jahr später, als er für die Spiele gegen Kanada und Slowenien in den Kader berufen wurde.
Zwei Jahre später hatte mit Steve Clarke ein neuer Trainer die Nationalelf der „Bravehearts“ übernommen. Dieser lud ihn im August 2019 für die Länderspiele gegen Russland und Belgien ein. Am 6. September 2019 gab Cooper sein Debüt für Schottland gegen Russland, als er in der Startelf stand. Auch im folgenden Spiel drei Tage später gegen Belgien stand er in der ersten Elf. Zur Fußball-Europameisterschaft 2021 wurde er in den schottischen Kader berufen, kam aber mit diesem nicht über die Gruppenphase hinaus.